# Dorothee Stapelfeldt

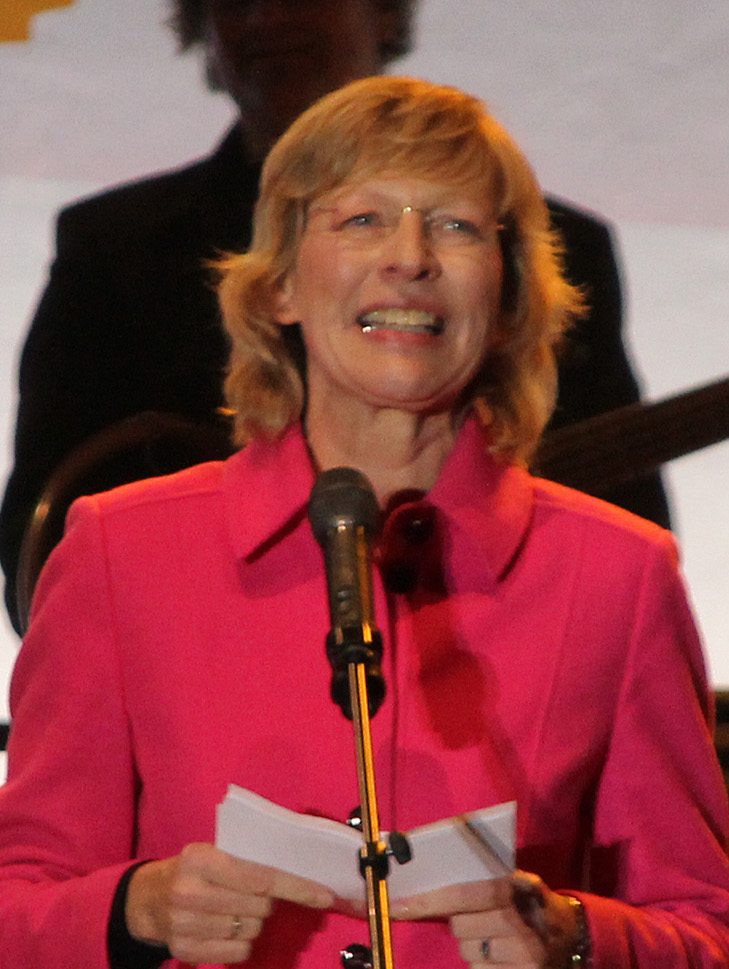
Dorothee Stapelfeldt während der Abschlussveranstaltung zur Bundesgartenschau 2011 in Koblenz

Dorothee Stapelfeldt (* 12. August 1956 in Hamburg) ist eine deutsche Politikerin (SPD). Von April 2015 bis Dezember 2022 war sie Senatorin für Stadtentwicklung und Wohnen der Freien und Hansestadt Hamburg in den Senaten Scholz II, Tschentscher I und II. Von März 2011 bis April 2015 war Stapelfeldt Zweite Bürgermeisterin und Senatorin für Wissenschaft und Forschung im Senat Scholz I. Zuvor war sie von 1986 bis 2011 Mitglied der Hamburgischen Bürgerschaft, von 2000 bis 2004 und erneut kurzzeitig im März 2011 deren Präsidentin.

## Leben und Beruf
Stapelfeldt wuchs im Kreis Herzogtum Lauenburg auf und legte 1975 am Emil-von-Behring-Gymnasium in Großhansdorf das Abitur ab. Anschließend studierte sie an der Universität Hamburg Kunstgeschichte, Deutsche Literaturwissenschaft sowie Sozial- und Wirtschaftsgeschichte. Sie wurde promoviert 1989 bei Martin Warnke mit einer Arbeit über den Wohnungsbau der 1950er Jahre in Hamburg. 
In den Jahren 2005 bis 2011 war sie bei der Volksfürsorge Versicherungsgruppe als Bereichsleiterin Kooperationen und als Vorstandsbeauftragte für Kooperationen der Volksfürsorge AG tätig.
Am 21. Dezember 2018 heiratete sie ihren langjährigen Lebensgefährten. Sie ist Mutter zweier Kinder.

## Politik

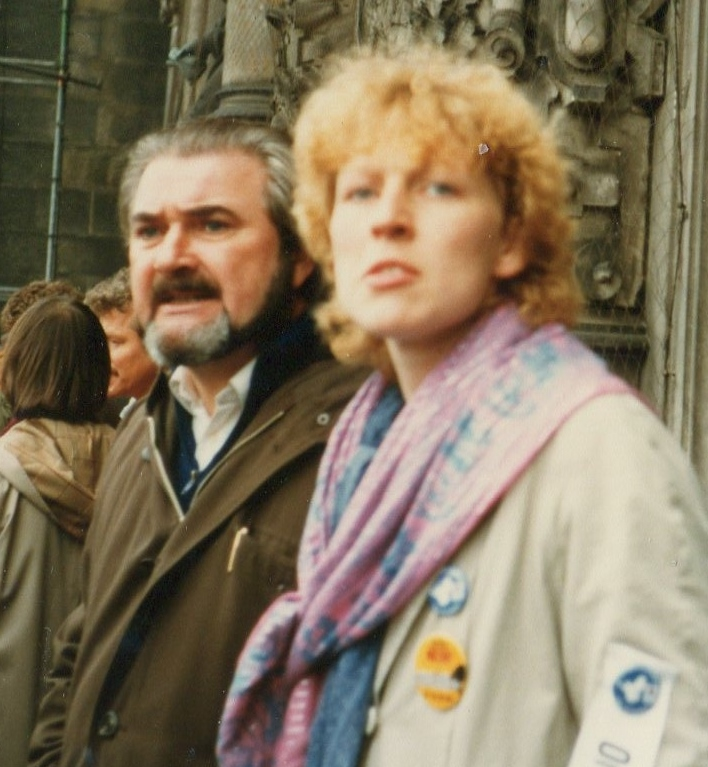
Stapelfeldt mit dem Bürgerschaftsabgeordneten Bodo Schümann am Rande einer Demonstration, 1983

Während ihrer Studienzeit war sie sowohl in der studentischen als auch in der akademischen Selbstverwaltung aktiv. Im Jahr 1978 erfolgte ihr Eintritt in die SPD. Ende der 1970er Jahre war sie AStA-Vorsitzende der Universität Hamburg. Von 1980 bis 1984 war sie Mitglied im Landesvorstand der Jusos Hamburg, die sie auch im Landesvorstand der SPD Hamburg vertrat. Von 1994 bis 2000 sowie von 2004 bis 2007 war sie stellvertretende Landesvorsitzende. Von 2000 bis 2011 war sie zudem stellvertretende Vorsitzende des Parteirats der SPD.
In den Jahren 1981 bis 1985 war sie Deputierte der Behörde für Wissenschaft und Forschung. Mitglied der Hamburgischen Bürgerschaft ist sie seit 1986. In den Jahren 1997 bis 2000 arbeitete sie als Parlamentarische Geschäftsführerin der SPD-Fraktion, von 2000 bis 2004 amtierte sie als Präsidentin der Hamburgischen Bürgerschaft. 2005 versuchte Dorothee Stapelfeldt Direktkandidatin der SPD für den Wahlkreis 21 (Eimsbüttel) bei der Bundestagswahl 2005 zu werden, unterlag jedoch in der parteiinternen Abstimmung mit 31 zu 58 Stimmen ihrem Gegenkandidaten Niels Annen.
Auf der Landesvorstandssitzung der SPD Hamburg am 22. Januar 2007 gab sie bekannt, in einer Mitgliederabstimmung um den Platz als SPD-Bürgermeisterkandidatin 2008 gegen den SPD-Landesvorsitzenden Mathias Petersen antreten zu wollen. Diese Abstimmung wurde zwar am 25. Februar 2007 nach einem wochenlangen Wahlkampf durchgeführt, jedoch wurde die Auszählung wegen des Verschwindens von 959 Briefwahlstimmen abgebrochen. Bei der Zählung der vorhandenen Stimmen lag Petersen mit 2780 Stimmen zu 1730 Stimmen uneinholbar in Führung. Dorothee Stapelfeldt erklärte kurz darauf, nicht weiter als SPD-Bürgermeisterkandidatin zur Verfügung zu stehen.
Von 2008 bis 2011 nahm sie das Amt einer stellvertretenden Vorsitzenden der SPD-Fraktion in der Bürgerschaft wahr und fungierte zugleich als Fachsprecherin für Wissenschaft und Forschung ihrer Fraktion.
In der konstituierenden Sitzung der 20. Hamburgischen Bürgerschaft am 7. März 2011 wurde sie mit 108 von 119 abgegebenen Stimmen wieder in das Amt der Bürgerschaftspräsidentin gewählt. Jedoch gab sie dieses Amt bereits zwei Wochen später wieder ab, nachdem Olaf Scholz sie zur neuen Senatorin für Wissenschaft und Forschung und zweiten Bürgermeisterin im Senat Scholz I berufen hatte.
Im rot-grünen Senat Scholz II übernahm Stapelfeldt am 15. April 2015 das Amt der Senatorin für Stadtentwicklung und Wohnen. Diesen Posten hatte sie seit dem 28. März 2018 auch im Senat Tschentscher I und seit dem 10. Juni 2020 im Senat Tschentscher II inne. Im November 2022 gab Stapelfeldt bekannt, sich mit Wirkung zum 15. Dezember 2022 als Senatorin zurückzuziehen und in den Ruhestand zu treten. Ihre Nachfolge trat Karen Pein (SPD) an.

## Mitgliedschaften
Stapelfeldt ist Mitglied der Gewerkschaft ver.di, der SJD-Die Falken und des BUND. In Hamburg war sie 2002 die erste Frau, die im Rotary-Club Hamburg-Dammtor aufgenommen wurde. Zuvor war Rotary in Hamburg ein exklusiver Männerclub gewesen. Außerdem ist sie Vorsitzende des Kuratoriums der „Stiftung Nachbarschaft“ des Hamburger Wohnungsunternehmens SAGA.

## Kabinette
- Senat Scholz I: Zweite Bürgermeisterin und Senatorin für Wissenschaft und Forschung (2011–2015)
- Senat Scholz II, Tschentscher I und II: Senatorin für Stadtentwicklung und Wohnen (2015–2022)

## Veröffentlichungen
- Wohnungsbau der 50er Jahre in Hamburg (= Oktogon. Studien zu Architektur und Städtebau. Band 7). Lit-Verlag, Münster/Hamburg 1993, ISBN 3-88660-775-5.